# گوتلند
گوتلند (به انگلیسی: Goathland) یک روستا و محله مدنی در بریتانیا است که در اسکاربرو، یورک‌شر شمالی واقع شده‌است. گوتلند ۴۳۸ نفر جمعیت دارد.